# Tepas (Kesamben)
Tepas is een bestuurslaag in het regentschap Blitar van de provincie Oost-Java, Indonesië. Tepas telt 5043 inwoners (volkstelling 2010).